# لاربيع (بني حسن)
لاربيع هي إحدى مشيخات المملكة المغربية، تتبع جغرافيا لإقليم أزيلال وإداريًا لبني حسن. يقدر عدد سكانها بـ 2893 نسمة حسب الإحصاء الرسمي للسكان والسكنى لسنة 2004.